# Neofelis
Neofelis este un gen de felide din care fac parte 2 specii: leopardul de copac și leopardul de copac de Sundaland (Neofelis diardi⁠(d)).